# Bruce Kuczenski
Bruce John Kuczenski (Bristol, Connecticut, 3 de febrero de 1961) es un exjugador de baloncesto estadounidense que jugó una temporada en la NBA, además de hacerlo en la CBA, la USBL, la liga francesa, la liga belga y la ACB. Con 2,08 metros de estatura, jugaba en la posición de ala-pívot.

## Trayectoria deportiva

### Universidad
Jugó durante cuatro temporadas con los Huskies de la Universidad de Connecticut, promediando en total 5,4 puntos y 4,0 rebotes por partido. En su primera temporada fue elegido en el mejor quinteto de novatos de la Big East Conference.

### Profesional
Fue elegido en la quincuagésimo novena posición del Draft de la NBA de 1983 por New Jersey Nets, donde únicamente jugó 7 partidos, en los que promedió 1,6 puntos y 1,1 rebotes, siendo despedido en diciembre. Dos meses más tarde firmó por diez días con Philadelphia 76ers y posteriormente con Indiana Pacers.
Continuó jugando en las ligas menores de su país hasta que en 1985 inicia su aventura europea, fichando por el Club Baloncesto Valladolid de la liga ACB, con el que únicamente disputa 5 partidos, en los que promedia 12,8 puntos y 5,4 rebotes. Completaría su carrera jugando en las ligas francesa y belga.

## Estadísticas de su carrera en la NBA

### Temporada regular
| Temporada | Edad | Equipo             | Liga | P  | TIT | MIN  | TC  | TCA | %TC  | 3P  | 3PA | %3P | TL  | TLA | %TL   | R.OF. | R.DEF. | REB | ASIS | ROB | TAP | PER | FP  | PTS |
| 1983-84   | 22   | TOTAL              | NBA  | 15 | 2   | 7.9  | 0.7 | 2.5 | .270 | 0.0 | 0.0 |     | 0.5 | 0.8 | .667  | 0.5   | 1.1    | 1.5 | 0.5  | 0.1 | 0.1 | 1.0 | 1.2 | 1.9 |
| 1983-84   | 22   | New Jersey Nets    | NBA  | 7  | 0   | 4.0  | 0.6 | 1.7 | .333 | 0.0 | 0.0 |     | 0.4 | 0.9 | .500  | 0.4   | 0.7    | 1.1 | 0.6  | 0.0 | 0.0 | 0.3 | 0.4 | 1.6 |
| 1983-84   | 22   | Philadelphia 76ers | NBA  | 3  | 2   | 13.3 | 0.3 | 2.7 | .125 | 0.0 | 0.0 |     | 0.3 | 0.7 | .500  | 0.3   | 1.7    | 2.0 | 0.7  | 0.3 | 0.3 | 1.7 | 2.3 | 1.0 |
| 1983-84   | 22   | Indiana Pacers     | NBA  | 5  | 0   | 10.2 | 1.0 | 3.4 | .294 | 0.0 | 0.0 |     | 0.8 | 0.8 | 1.000 | 0.6   | 1.2    | 1.8 | 0.4  | 0.0 | 0.0 | 1.6 | 1.6 | 2.8 |
| Total     |      |                    | NBA  | 15 | 2   | 7.9  | 0.7 | 2.5 | .270 | 0.0 | 0.0 |     | 0.5 | 0.8 | .667  | 0.5   | 1.1    | 1.5 | 0.5  | 0.1 | 0.1 | 1.0 | 1.2 | 1.9 |